# Governatori generali di Antigua e Barbuda
Il Governatore generale di Antigua e Barbuda è il rappresentante ad Antigua e Barbuda del re Carlo III del Regno Unito.
Il primo governatore generale, nominato nel 1981, fu Wilfred Jacobs.

## Elenco dei governatori generali
| Nome             | Ritratto | Mandato          | Mandato        | Monarca                 |
| Nome             | Ritratto | Inizio           | Fine           | Monarca                 |
| ---------------- | -------- | ---------------- | -------------- | ----------------------- |
| Wilfred Jacobs   |          | 1º novembre 1981 | 10 giugno 1993 | Elisabetta II           |
| James Carlisle   |          | 10 giugno 1993   | 30 giugno 2007 | Elisabetta II           |
| Louise Lake-Tack |          | 17 luglio 2007   | 14 agosto 2014 | Elisabetta II           |
| Rodney Williams  |          | 14 agosto 2014   | in carica      | Elisabetta II Carlo III |